# Aarschot
Aarschot is een stad in de Belgische provincie Vlaams-Brabant. De stad ligt in het arrondissement Leuven en telt ruim 31.000 inwoners, die Aarschottenaars of ook kasseistampers worden genoemd.

## Toponymie
Volgens een legende zou het toponiem Aarschot komen van Arendschot. Het verhaal gaat dat Aurelianus een arend neerschoot, en op de plek waar die vogel neergekomen is, zou Aarschot, of Arendschot, gesticht zijn. De plaats waar de bek van de vogel neergekomen zou zijn heet nu Bekaf.
Een andere verklaring vertrekt van de eerste schriftelijke vermelding van Aarschot in 1107 als Arescod. Deze naam is afgeleid van de Germaanse woorden "arnu" (= arend, dit kan eventueel ook verwijzen naar een persoonsnaam) en "skauta" (= bebost stuk hoger gelegen land, uitspringend in een moerassig terrein). Deze verklaring past ook perfect in de Aarschotse topografie.
Een derde verklaring ten slotte stelt dat de naam afkomstig is van de woorden Arend en schot, een afgebakende ruimte. Aarschot was dan aanvankelijk "een schuilplaats voor vee, waar tevens een arend werd gezien".

## Geschiedenis

Aarschot op de kaart van Jacob van Deventer uit 1570. In 1578 viel de stad ten prooi aan een stadsbrand na de Plundering van Aarschot

### Habsburgse Nederlanden
Zoals vele andere Vlaamse en Brabantse steden kwam Aarschot in 1488 in opstand tegen Maximiliaan van Oostenrijk. In 1488 werd Maximiliaan door de Bruggelingen gedwongen een verdrag te ondertekenen dat de Vlaamse rechten zou vastleggen. Zodra hij buiten het bereik van de Vlamingen was gaf hij echter opdracht om de opstand in de kiem te smoren. In 1489 stond er een leger van Mechelse collaborateurs voor de muren van Aarschot. De kasseistampers kwamen naar buiten en versloegen de Mechelaars verpletterend. Die avond was het kermis in Aarschot en bijna alle weerbare mannen waren dronken. Rond middernacht konden de Bourgondische troepen bijna zonder weerstand de stad veroveren.

### Hertog en graaf
Aan het begin van de Habsburgse periode werd het Land van Aarschot (de stad en de omliggende dorpen) een hertogdom. Deze titel had het van de koning van Spanje gekregen, waardoor Aarschot zo heel wat prestige verwierf. De stad had die titel gekregen omdat zij in die tijd een relatief welvarend handelsstadje was. Daar getuigen de twee jaarmarkten in Aarschot vandaag nog altijd van. Ook de grootte van het hertogdom wees op de belangrijke status die de stad in die tijd had, en zij was bovendien geen onderdeel van het hertogdom Brabant. Naast een hertog kent Aarschot ook nog een graaf. De hertogelijke titel was voornamelijk een eretitel, terwijl de graaf de leiding had in Aarschot. Het hertogelijk kasteel lag mogelijk, er bestaat geen uitsluitsel over, aan de Bonewijk (sommigen beweren dat de Bonewijk zelf het binnenplein van het kasteel was, maar dat is onwaarschijnlijk). Andere gebouwen, zoals de ’s Hertogenmolens, getuigen nog van de hertogelijke aanwezigheid in Aarschot. Het grafelijke kasteel is het kasteel van Schoonhoven.
De huidige hertog van Aarschot (sinds 15 augustus 2011) is Prins Leopold van Arenberg. De huidige graaf van Aarschot, is gravin Schoonhoven D’Arschot.

### Eerste Wereldoorlog
Als eerste Vlaamse "martelarenstad" maakte Aarschot in augustus 1914 kennis met Duitse represailles tegen de burgerbevolking. De "parel van het Hageland" werd zo goed als volledig in brand gestoken en ruim 170 burgers werden gefusilleerd.
De aanleiding was een schietpartij op de avond van 19 augustus 1914 rond half zeven op de Grote Markt. De Duitse bevelhebber, generaal-majoor Johannes Stenger werd samen met twee officieren op het balkon van de woning van burgemeester Tielemans doodgeschoten. De Duitsers beweerden dat de zoon van de burgemeester Stenger in de rug had geschoten. Later onderzoek bewijst echter dat dit onmogelijk was: Stenger werd vooraan geraakt door een kogel die vermoedelijk was afgeketst op een van de huizen of mogelijk afgevuurd door in paniek geraakte Duitse soldaten. Een andere verklaring is dat hij door zijn kwalijke reputatie bij zijn ondergeschikten met opzet door hen werd doodgeschoten.

### Tweede Wereldoorlog
De gemeente werd rond 20 mei 1940 bezet door het Duitse leger en bevrijd op 7 september 1944. Burgers namen deel aan burgerlijke ongehoorzaamheid en gewapend verzet, zoals weerstander Lucien Meyer.

## Geografie
Aarschot ligt langs de rivier de Demer op de grens van de Kempen en het Hageland. Haar patroonheilige is Sint-Rochus. Het uitzicht van Aarschot wordt gedomineerd door de hoge toren van de Onze-Lieve-Vrouwekerk.

### Kernen
Door een Koninklijk Besluit van 17 september 1975 werd Aarschot gefuseerd met de volgende deelgemeenten: Gelrode, Langdorp, Rillaar en het gehucht Bloemse Hoeve van Begijnendijk.

### Deelgemeenten
| Nr. | Naam     | Opp. (km²) | Inwoners (2020) | Inwoners per km² | NIS-code |
| --- | -------- | ---------- | --------------- | ---------------- | -------- |
| 1   | Aarschot | 19,48      | 15.262          | 784              | 24001A   |
| 2   | Gelrode  | 6,94       | 1.942           | 280              | 24001D   |
| 3   | Langdorp | 20,68      | 7.486           | 362              | 24001B   |
| 4   | Rillaar  | 15,94      | 5.488           | 344              | 24001C   |

### Petrologie
In de middeleeuwen en hierna werd de ijzerzandsteen in de omstreken veelvuldig als bouwmateriaal gebruikt. Zijn warmbruine kleur is typisch voor oude Hagelandse gebouwen, zoals de Onze-Lieve-Vrouwekerk van Aarschot. Deze werd in de jaren 70 van de 20e eeuw met steen van de Eikelberg uit Gelrode gerestaureerd.
In de jaren 30 van de 20ste eeuw deed men op de IJzerenberg een poging ijzererts te ontginnen op industriële schaal voor gebruik in hoogovens, maar het ijzergehalte bleek net te laag om rendabel te zijn.

## Bezienswaardigheden

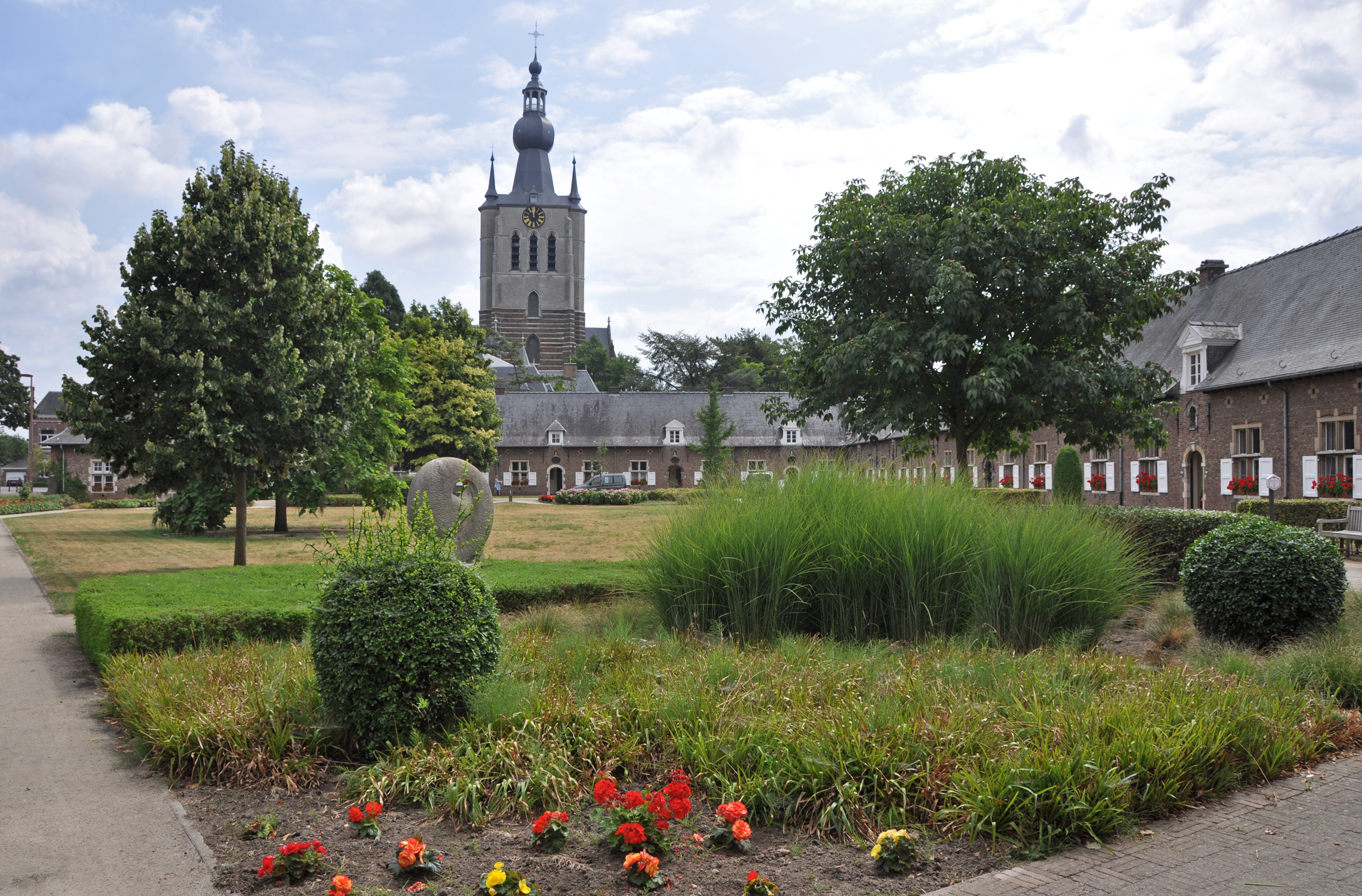
Begijnhof en toren van de Onze-Lieve-Vrouwekerk

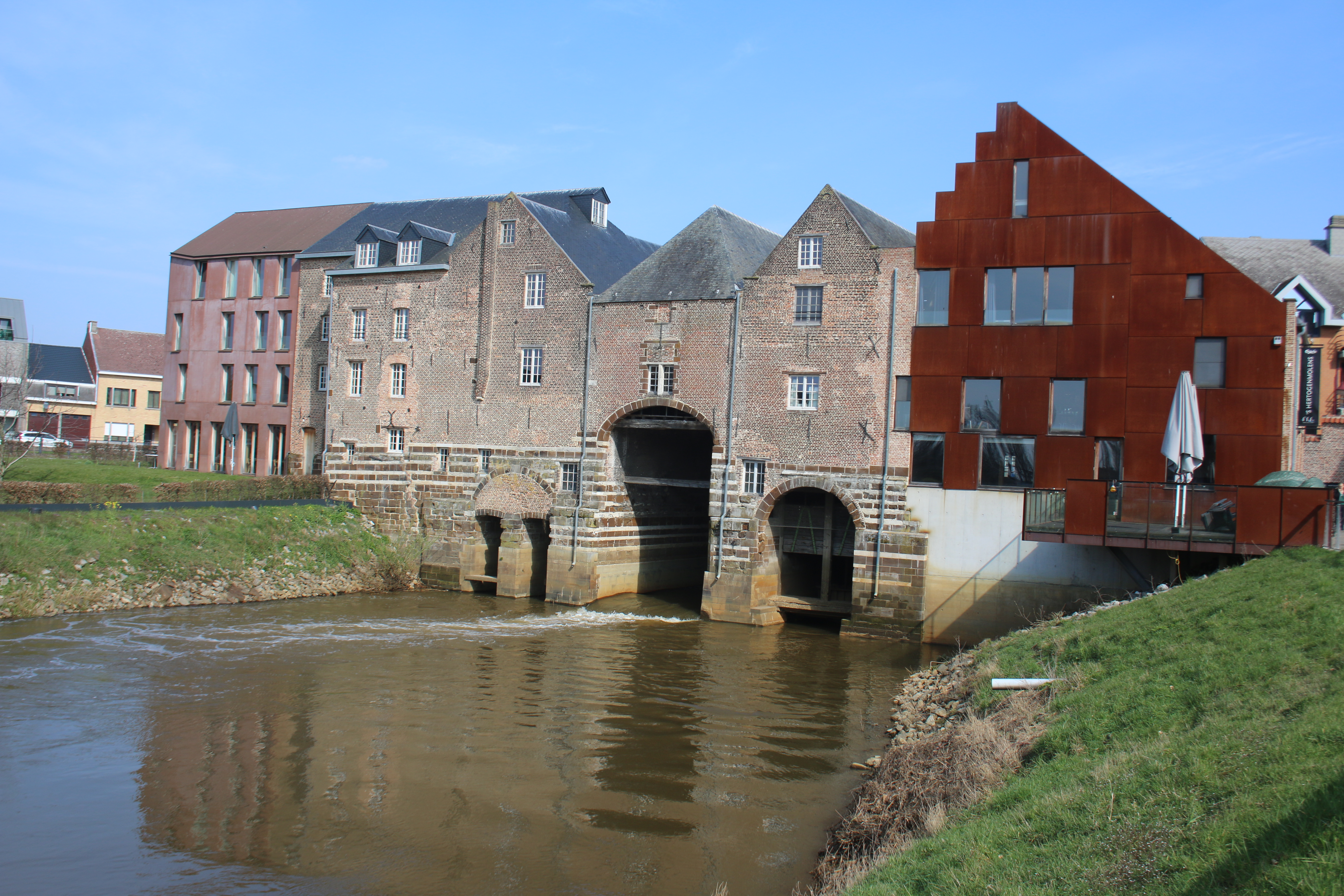
's Hertogenmolens aan de Demer stroomafwaartse zijde

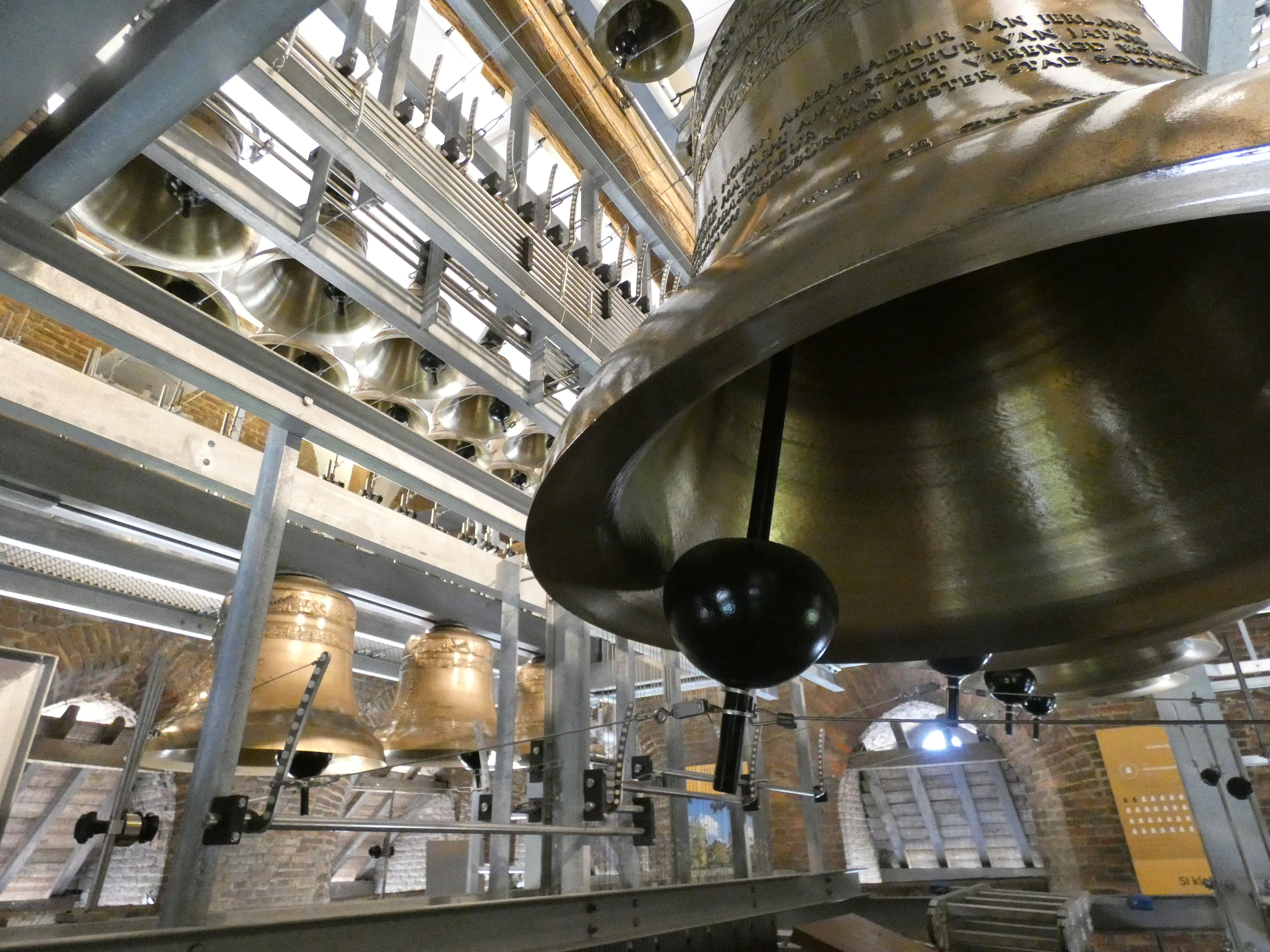
Vredesbeiaard van Aarschot: zicht op de nieuwe klokken van Eijsbouts en de mechanische transmissie naar het klavier

- De Onze-Lieve-Vrouwekerk in bruine ijzerzandsteen, gebouwd in Demergotiek-stijl, typisch voor de streek. De kerk dateert uit de 14e-15e eeuw. De renaissancespits beheerst met zijn 84 meter hoge toren het uitzicht van de stad. De Vredesbeiaard in de Onze-Lieve-Vrouwetoren (westertoren), bestaat uit 51 klokken, waarvan twee historische luidklokken van klokkengieter Sergeys uit Leuven en 49 nieuwe klokken van de Koninklijke Eijsbouts klokkengieterij uit Asten Nederland. De beiaard werd ingehuldigd op 11 november 2018 naar aanleiding van 100 jaar einde van de Eerste Wereldoorlog.
- De Christus Koningkerk
- Het gerestaureerde Begijnhof
- De 's Hertogenmolens op de Demer, uit de 16e eeuw
- De Molen van Schoonhoven, een watermolen
- De Witte Molen, een windmolen
- De Cantorij, kasteel gebouwd door burgemeester Coomans de Brachène tussen het begijnhof en de Onze-Lieve-Vrouwekerk
- De Aurelianustoren, een overblijfsel van de middeleeuwse stadsomwalling;
- De Sint-Rochustoren, een middeleeuwse toren in ijzerzandsteen op de Grote Markt, die ooit heeft gediend als folterkamer en gevangenis, en meer recent als politiebureau;
- Het Sint-Elisabethgasthuis, een gasthuis dat zich sinds de 13e eeuw ontfermde over de zieken en minder bedeelden. In 1578 werd het door de Spanjaarden tijdens de Nederlandse Opstand in brand gestoken, waardoor de huidige gebouwen dateren uit de 17e eeuw en later (de fraaie Onze-Lieve-Vrouwekapel in rode baksteen werd gebouwd in het begin van de 20e eeuw). In enkele van deze gebouwen heeft het cultureel centrum Het Gasthuis onderdak gevonden. In september 2022 werd de gerestaureerde apotheek geopend.
- De Hoeve Nieuwland
- Het Domein Meetshoven
- De Onze-Lieve-Vrouwekapel
- Kasteel van Schoonhoven
- De Sint-Rochuskerk, gebouwd in 1965 ter herinnering aan de gefusilleerde Aarschottenaars tijdens WOI.

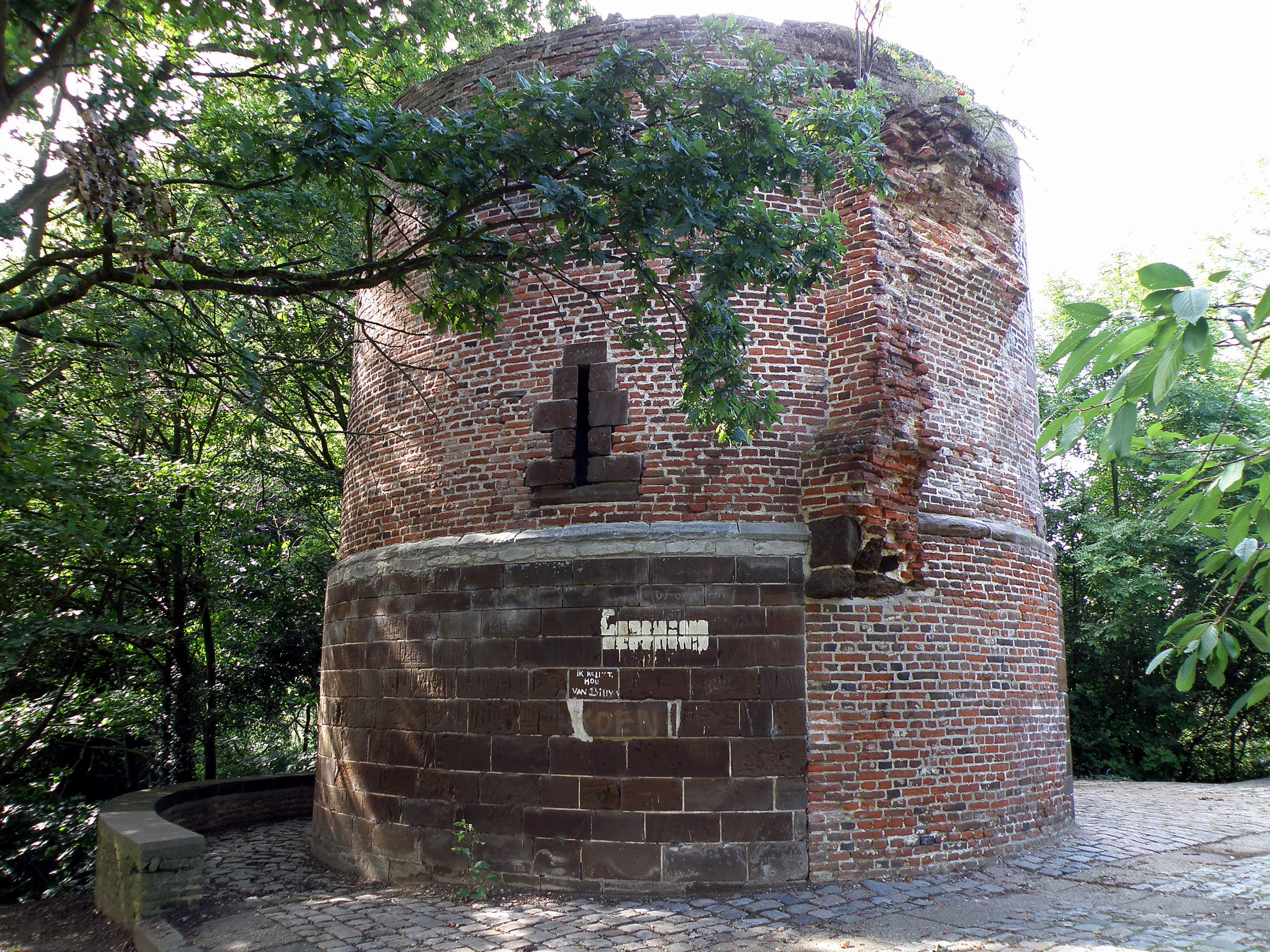
Aurelianustoren
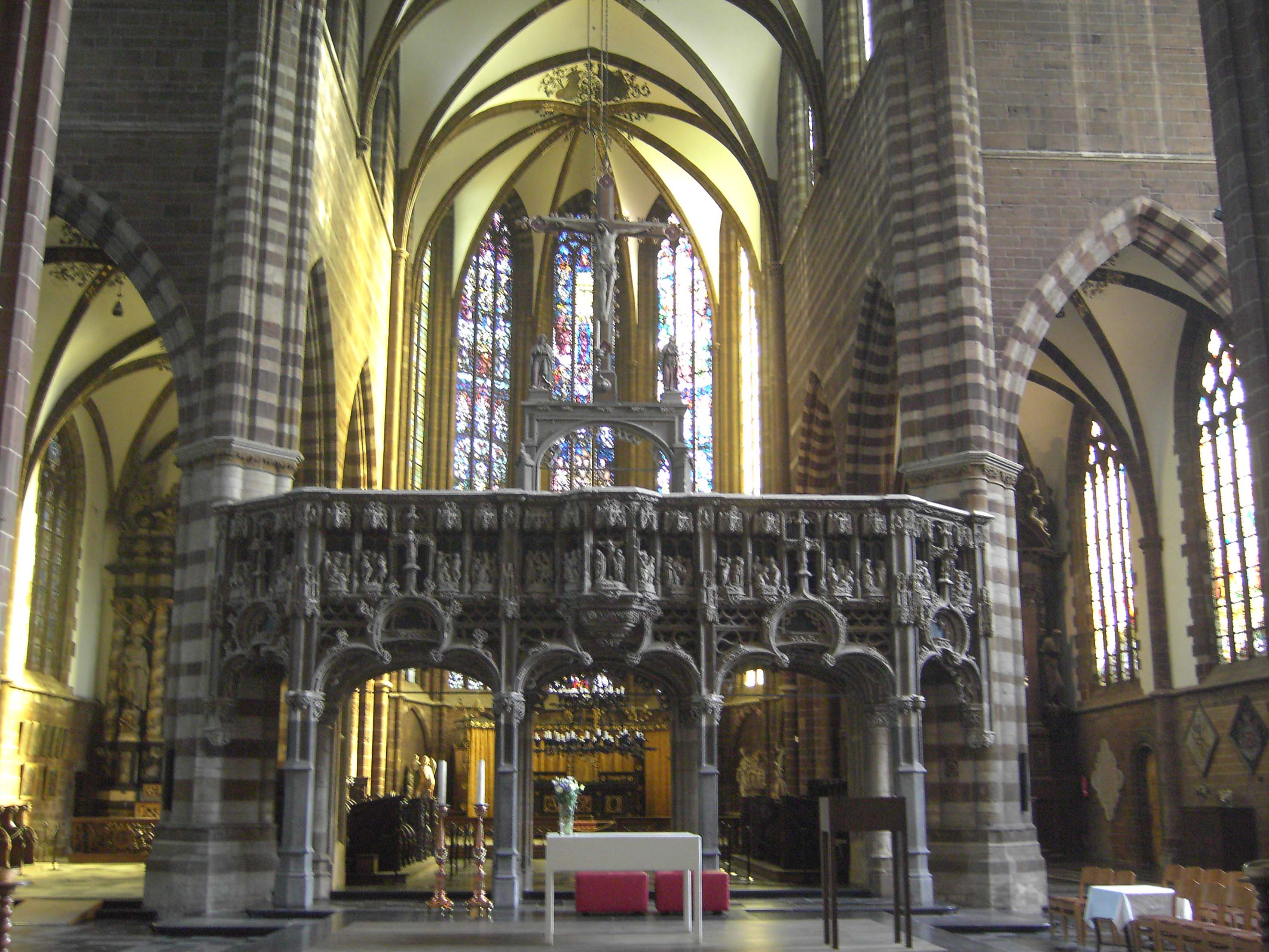
Doksaal en koor van de Onze-Lieve-Vrouwekerk
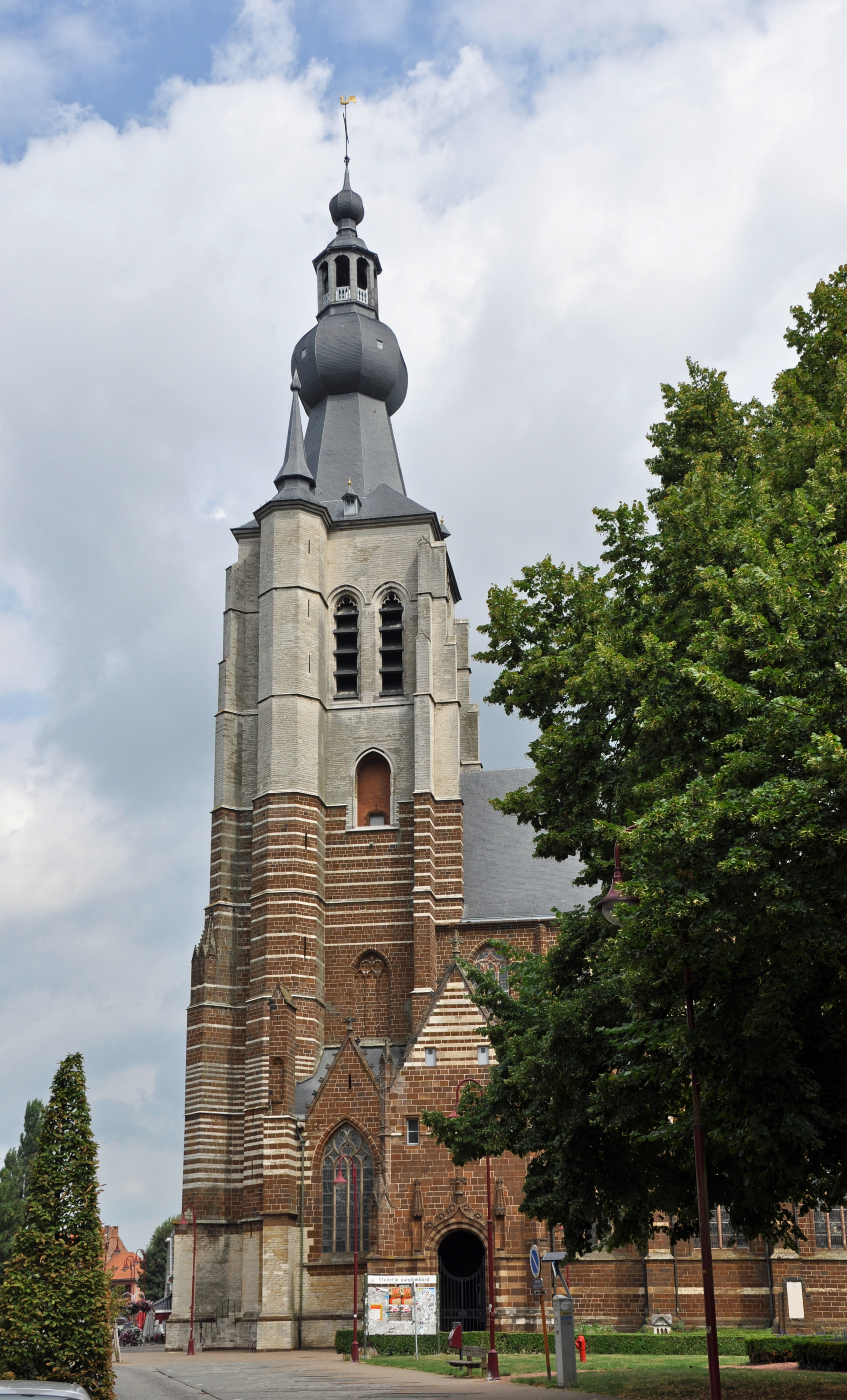
Toren van de Onze-Lieve-Vrouwekerk gezien van uit het zuiden
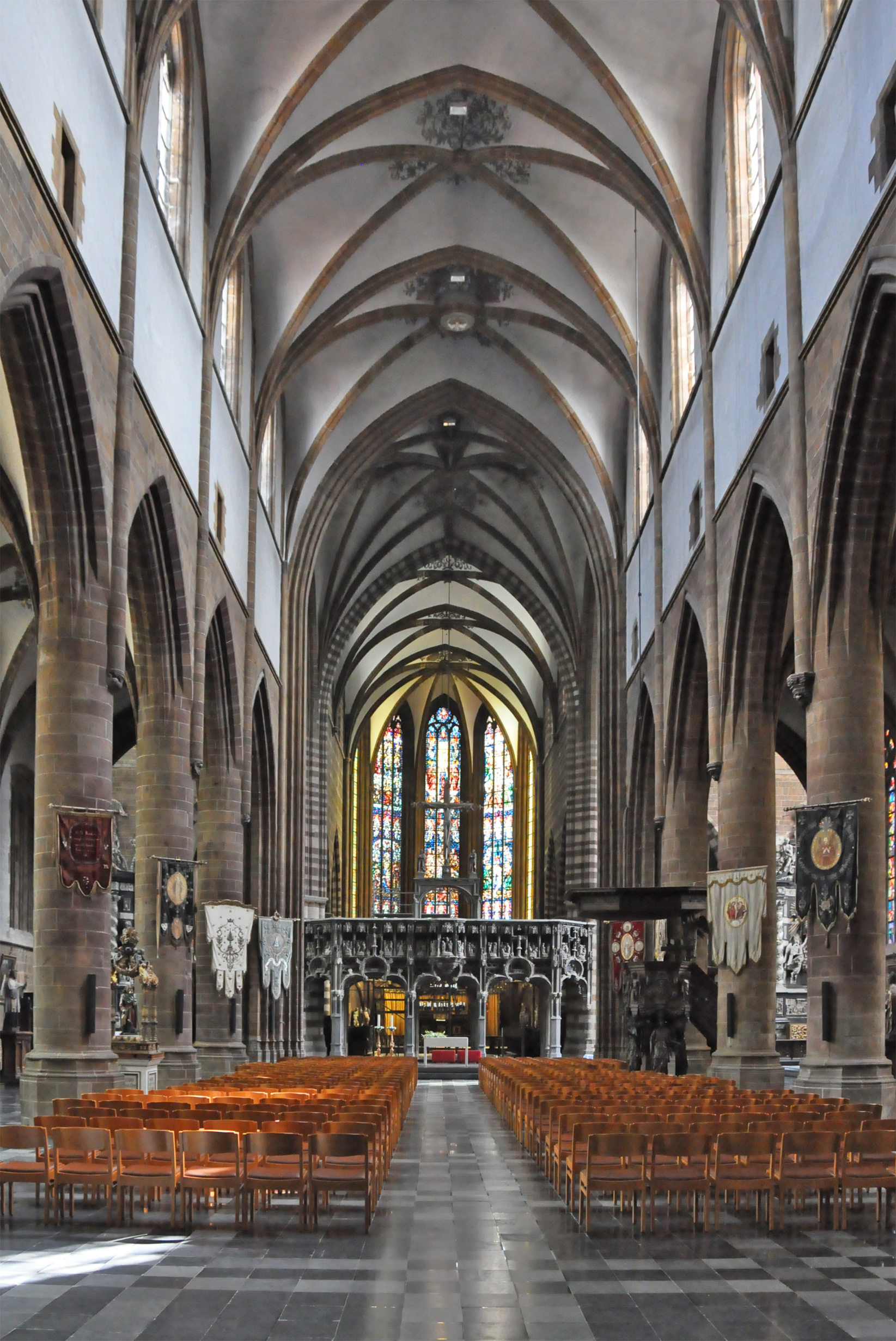
Onze-Lieve-Vrouwekerk: binnengezicht, met kerkschip, doksaal en koor
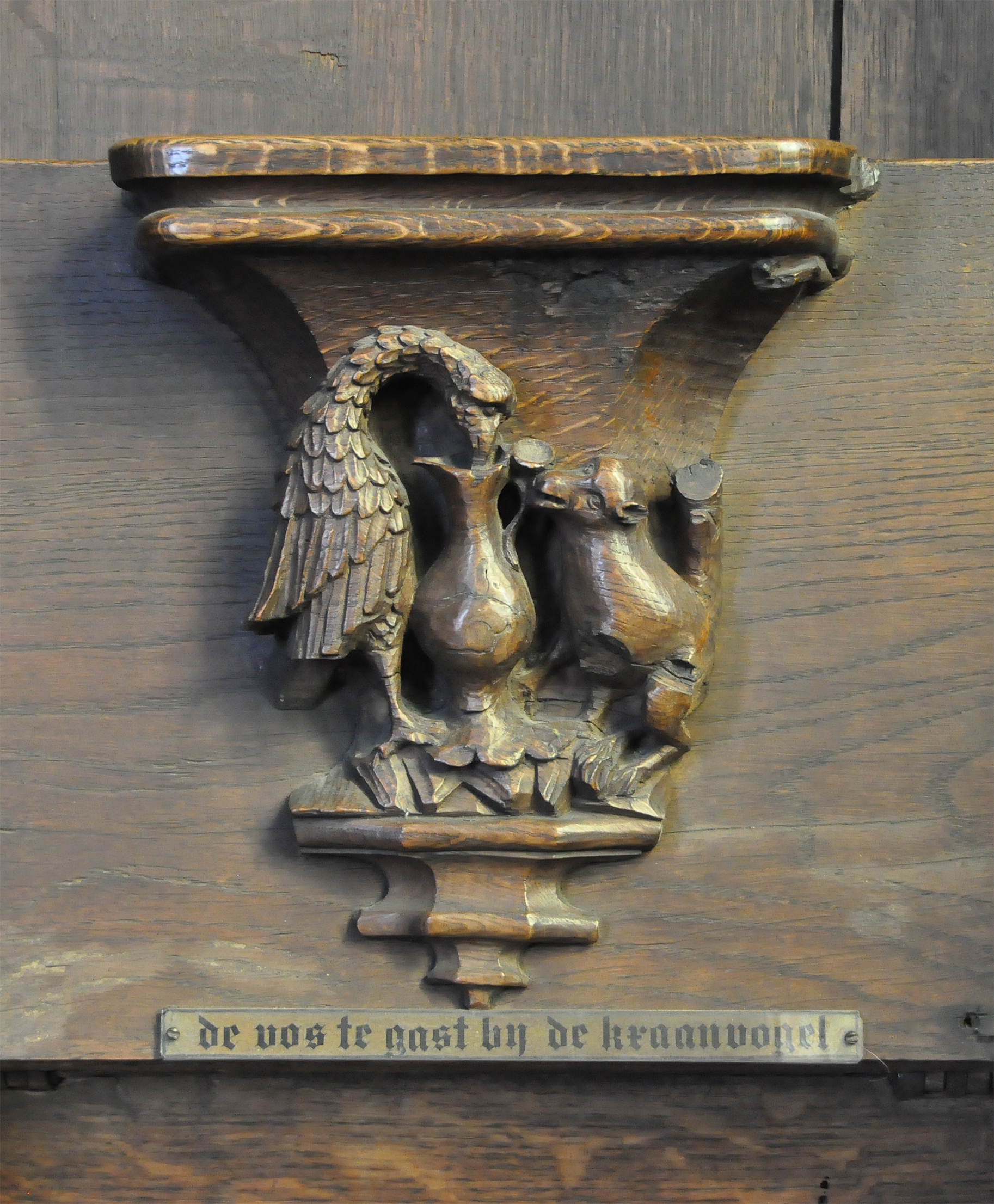
Onze-Lieve-Vrouwekerk: detail van de koorbanken
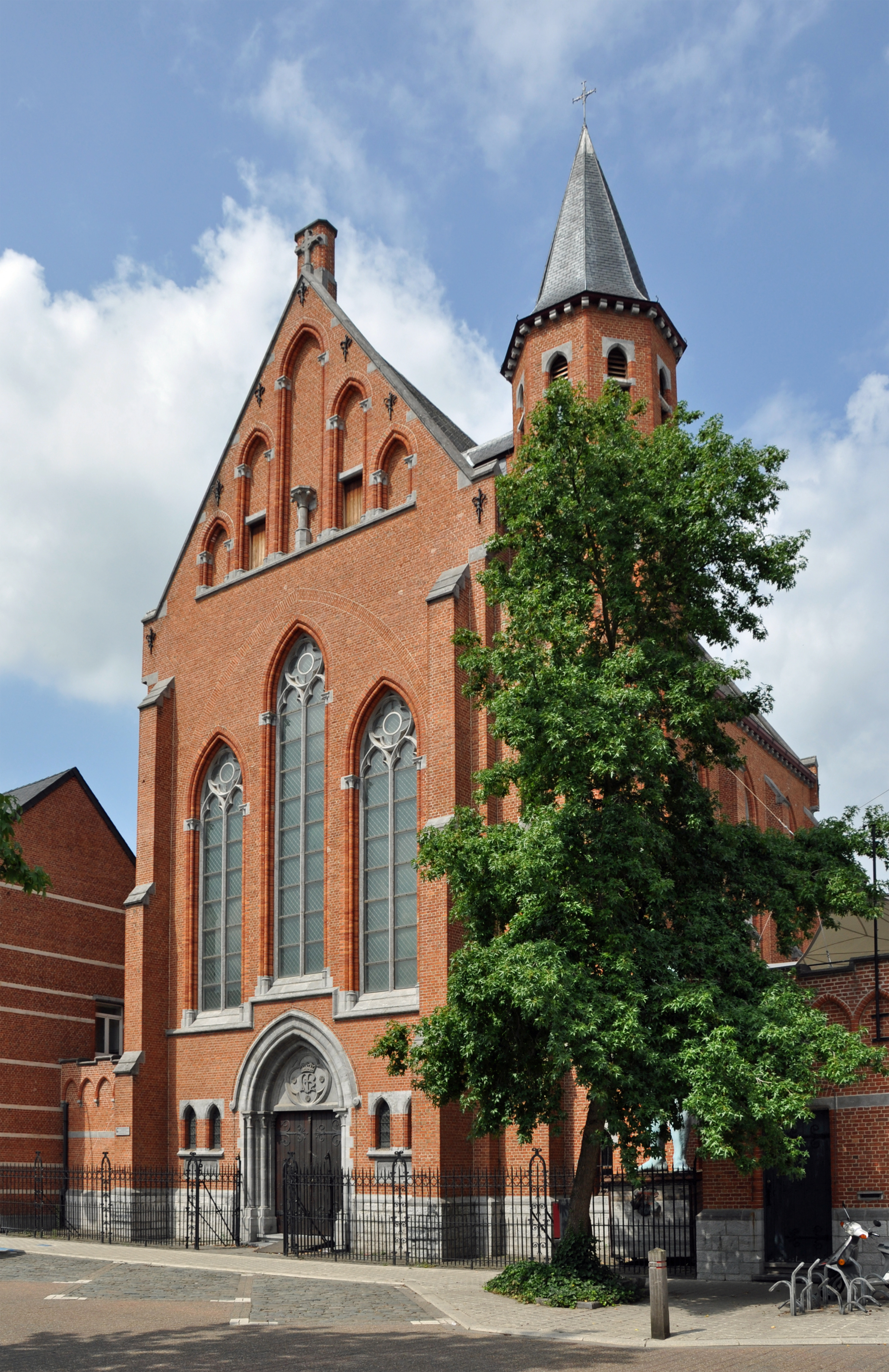
Kapel van het Sint-Elisabethgasthuis, gebouwd in 1904

### Musea
- Stedelijk Museum Aarschot, het voormalige Museum voor Heemkunde en Folklore

## Natuur en landschap
Aarschot ligt in het Hageland. De hoogte loopt op tot 60 meter in het zuiden. Aarschot ligt aan de Demer. Belangrijke natuurgebieden zijn Meetshoven, Eikelberg, Achter Schoonhoven en 's Hertogenheide. 
In Aarschot liggen het Stadspark en het Kloesebos. Daarnaast zijn er enkele parkachtige landgoederen, zoals Elzenhof, Liedeberg en Lindenberg.

## Demografie

### Demografische ontwikkeling voor de fusie
- Bron:NIS - Opm:1831 t/m 1970=volkstellingen op 31 december; 1976= inwoneraantal per 31 december

### Demografische ontwikkeling van de fusiegemeente
Alle historische gegevens hebben betrekking op de huidige gemeente, inclusief deelgemeenten, zoals ontstaan na de fusie van 1 januari 1977.
- Bronnen:NIS, Opm:1831 tot en met 1981=volkstellingen; 1990 en later= inwonertal op 1 januari

| Inwoners van jaar tot jaar op 1 januari 1992 tot heden | Inwoners van jaar tot jaar op 1 januari 1992 tot heden | Inwoners van jaar tot jaar op 1 januari 1992 tot heden |
| jaar                                                   | Aantal                                                 | Evolutie: 1992=index 100                               |
| ------------------------------------------------------ | ------------------------------------------------------ | ------------------------------------------------------ |
| 1992                                                   | 26.496                                                 | 100,0                                                  |
| 1993                                                   | 26.641                                                 | 100,5                                                  |
| 1994                                                   | 26.920                                                 | 101,6                                                  |
| 1995                                                   | 27.089                                                 | 102,2                                                  |
| 1996                                                   | 27.118                                                 | 102,3                                                  |
| 1997                                                   | 27.266                                                 | 102,9                                                  |
| 1998                                                   | 27.304                                                 | 103,0                                                  |
| 1999                                                   | 27.439                                                 | 103,6                                                  |
| 2000                                                   | 27.495                                                 | 103,8                                                  |
| 2001                                                   | 27.551                                                 | 104,0                                                  |
| 2002                                                   | 27.663                                                 | 104,4                                                  |
| 2003                                                   | 27.664                                                 | 104,4                                                  |
| 2004                                                   | 27.701                                                 | 104,5                                                  |
| 2005                                                   | 27.831                                                 | 105,0                                                  |
| 2006                                                   | 27.864                                                 | 105,2                                                  |
| 2007                                                   | 28.021                                                 | 105,8                                                  |
| 2008                                                   | 28.128                                                 | 106,2                                                  |
| 2009                                                   | 28.223                                                 | 106,5                                                  |
| 2010                                                   | 28.405                                                 | 107,2                                                  |
| 2011                                                   | 28.636                                                 | 108,1                                                  |
| 2012                                                   | 28.755                                                 | 108,5                                                  |
| 2013                                                   | 28.969                                                 | 109,3                                                  |
| 2014                                                   | 29.074                                                 | 109,7                                                  |
| 2015                                                   | 29.288                                                 | 110,5                                                  |
| 2016                                                   | 29.529                                                 | 111,4                                                  |
| 2017                                                   | 29.654                                                 | 111,9                                                  |
| 2018                                                   | 29.965                                                 | 113,1                                                  |
| 2019                                                   | 30.115                                                 | 113,7                                                  |
| 2020                                                   | 30.183                                                 | 113,9                                                  |
| 2021                                                   | 30.281                                                 | 114,3                                                  |
| 2022                                                   | 30.594                                                 | 115,5                                                  |
| 2023                                                   | 30.854                                                 | 116,4                                                  |
| 2024                                                   | 31.138                                                 | 117,5                                                  |
| 2025                                                   | 31.514                                                 | 118,9                                                  |

## Cultuur

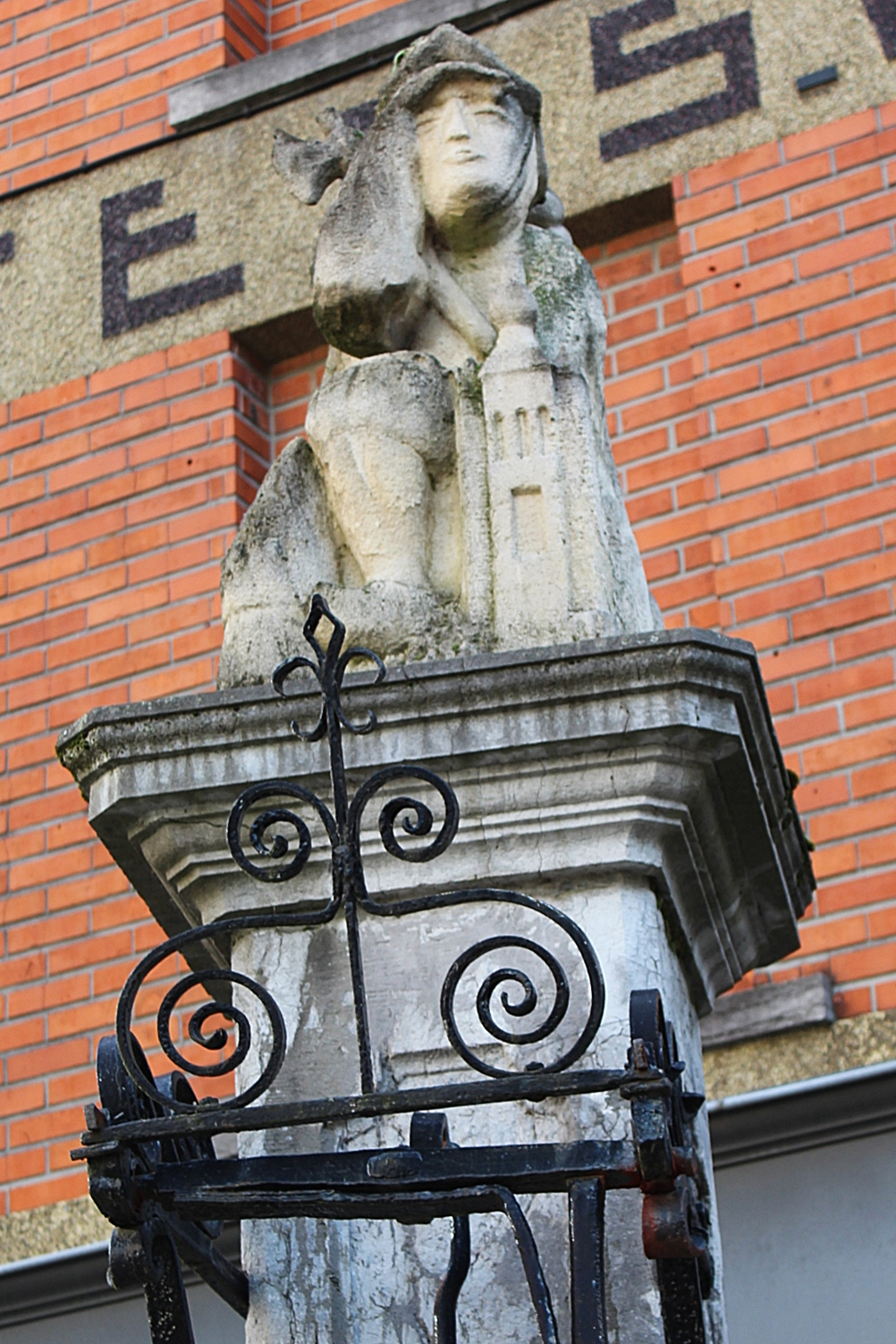
De historische pomp in de Tielemansstraat bekroond met het beeld De Kasseistamper van Lode Matthijs (1955)

### Bijnaam
De spotnaam van de Aarschottenaars is de kasseistampers.
Toen keizerin Maria Theresia in de 18e eeuw aan de macht kwam in de stad, heerste er onrust. De stadswacht patrouilleerde tijdens de nacht op de straten om de bewoners te beschermen tegen geweld en diefstal. De nachtwachters hadden vaak andere plannen om hun nachten te vullen: op café zitten drinken. Dit stelde de Aarschottenaars niet tevreden. Zij eisten daarom dat de stadswacht tijdens hun nachtelijke patrouilles met hun klompen op de kasseien stampten. Zo kon iedereen horen dat ze daadwerkelijk hun job aan het doen waren in plaats van op café zitten te drinken. Zo kreeg de Aarschottenaar in de loop der tijd de naam "kasseistamper".

### Streekproducten
- Hagelandse wijn: Reeds vóór 1200 was er al een wijngaardberg in Rotselaar en vele andere Hagelandse gebieden volgden. Concurrentie van buitenlandse wijnen en de vele oorlogen brachten de wijnteelt in de 16e eeuw zware klappen toe. In de 19e eeuw was er een kortstondige heropleving, maar nu is de Hagelandse wijn helemaal terug van weggeweest: in 1997 werd hij erkend als kwaliteitswijn met gecontroleerde oorsprongsbenaming.
- Aarschotse Bruine: Met de verkoop van brouwerij Tielemans aan brouwerij Haacht verdween de Aarschotse Bruine eind jaren 60 uit de handel. Het bier werd onder impuls van het toenmalige stadsbestuur opnieuw gebrouwen vanaf 1989, eerst door brouwerij Biertoren te Kampenhout en na overname vanaf 1993 verscheidene jaren door brouwerij Huyghe te Melle. De nieuwe Aarschotse Bruine was uiteindelijk iets minder zurig dan zijn oorspronkelijke versie en was in tegenstelling tot wat zijn naam liet vermoeden, eerder een blond bier dan een bruin bier. Uiteindelijk werd beslist in 2012 om het bier terug te brouwen in Aarschot zelf in de nieuw opgerichte stadsbrouwerij in de schuur van het cultuurcentrum Het Gasthuis. Het nieuwe bier benadert de oorspronkelijke smaak zo dicht mogelijk.
- Wolf (bier): In 2009 werden de Wolf 7, Wolf 8 en Wolf 9 gelanceerd. Aanvankelijk werden deze bieren gebrouwen in de Microbrouwerij Achilles in Itegem. Nu wordt Wolf 9 gebrouwen in Brouwerij Wolf in Aarschot, terwijl Wolf 7 en Wolf 8 gebrouwen worden in Brouwerij Het Anker in Mechelen.

### Uitgaan
In het stadscentrum is een bioscoopcomplex (UGC), een stadsfeestzaal, een cultureel centrum (CC Het Gasthuis) met verscheidene theaterzalen, en een jeugdcentrum (De Klinker), dat onderdak biedt aan de jeugddienst, een concertclub, het jeugdhuis en verscheidene repetitielokalen. In de jaren 80 speelde discotheek Happy House in de Tielemansstraat een belangrijke rol in de ontwikkeling en verspreiding van Belgische new wave en vooral new beat.

### Evenementen
- Fun Days: een driedaags gratis muziekfestival in het centrum van Aarschot, dat sinds 2005 wordt georganiseerd in juli. Er zijn optredens, tuning cars, rommelmarkt en allerlei randanimatie.
- Carnavalstoet: op de vierde zaterdag na carnaval.
- Een jaarlijks terugkerend evenement is de Sint-Rochuskaarsjesverlichting op 15 augustus. Ter ere van Sint-Rochus, die volgens de legende, de stad destijds redde van de pest, wordt de stad sfeervol verlicht met duizenden kaarsjes.
- Ook wordt in datzelfde weekend ieder jaar een groot middeleeuws festijn gegeven door de Orde van de Hagelanders. Re-enacters-groepen uit de gehele Benelux plus Frankrijk en Duitsland komen dan hier bijeen om de Middeleeuwen na te bootsen. Dit wordt dan afgesloten met een grootse veldslag.
- Aarschot Volkoren: een gratis, tweejaarlijks korenfestival dat sinds 2011 wordt georganiseerd in september. Op de eerste editie traden 31 koren aan, op de derde editie, die plaatsvindt op 12 september 2015, zal een 80-tal koren optreden.
- Nacht Der Kroegen: elk jaar op 30 april organiseert een wisselend aantal Aarschotse cafés live optredens in diverse muziekstijlen in hun respectievelijke zaken.

## Politiek

### Geschiedenis

#### (Voormalige) Burgemeesters
| Periode | Periode      | Burgemeester                              |
| ------- | ------------ | ----------------------------------------- |
|         | ±1812 – 1833 | Guillaume Daels                           |
|         | 1834 - 1849  | Guillaume Le Corbesier                    |
|         | 1849 – 1872  | Jean Van Ophem (LP)                       |
|         | 1872 – 1882  | Philippe Le Corbesier (Kath.Partij)       |
|         | 1882 – 1884  | Hendrik Jannes (Kath.Partij)              |
|         | 1884 – 1908  | Théophile De Becker (Kath.Partij)         |
|         | 1908 – 1914  | Joseph Tielemans (Kath.Partij)            |
|         | ...          | (dienstdoend)                             |
|         | 1919 – 1922  | Oscar Coomans (Kath.Partij)               |
|         | 1922 – 1923  | Leopold Goossens (LP, dienstdoend)        |
|         | 1923 – 1926  | Felix Daels (LP)                          |
|         | 1927 – 1940  | Oscar Coomans de Brachène (Kath. Verbond) |
|         | 1940 – 1941  | Alfons Zoutberg (BWP, dienstdoend)        |

| Periode | Periode      | Burgemeester                                |
| ------- | ------------ | ------------------------------------------- |
|         | 1941 – 1944  | August Ver Elst (VNV, oorlogsburgemeester)  |
|         | 1944 – 1947  | Oscar Coomans de Brachène (CVP)             |
|         | 1947 – 1950  | Albert Coomans de Brachène (CVP)            |
|         | 1950 – 1971  | Jan Van Nuffelen (CVP)                      |
|         | 1972 – 1976  | Jos Pelgrims (CVP)                          |
|         | 1977 – 1983  | Jos Daems (PVV)                             |
|         | 1983 – 1989  | Free Coekaerts (PVV)                        |
|         | 1989 – 1994  | Rik Daems (PVV / VLD)                       |
|         | 1995 – 2006  | Willy Schellens (SP / sp.a)                 |
|         | 2007         | Frans Deboes (CD&V)                         |
|         | 2007 – 2018  | André Peeters (CD&V)                        |
|         | 2019 – heden | Gwendolyn Rutten (Open Vld)                 |
|         | 2024         | Bert Van der Auwera (Open Vld, dienstdoend) |

#### 2013-2018

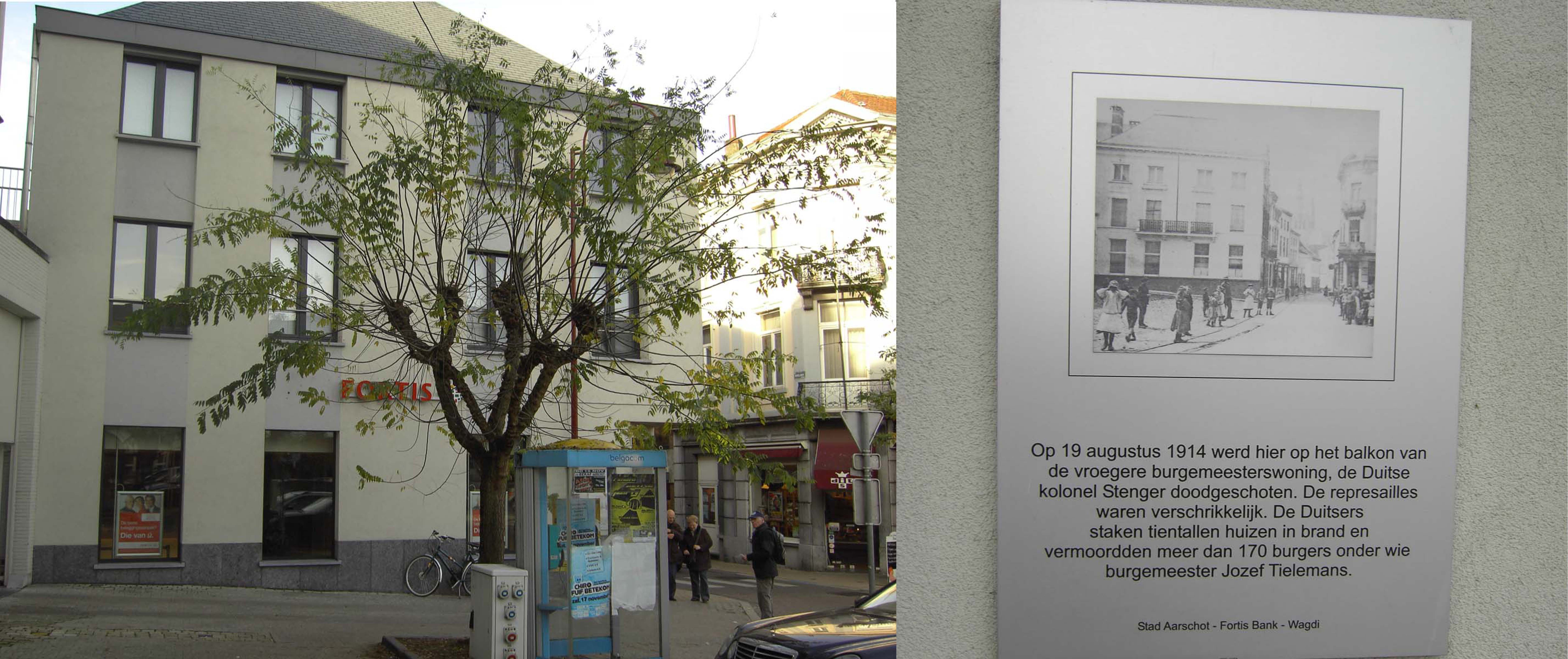
De woning van Tielemans, burgemeester tijdens de Eerste Wereldoorlog

Burgemeester was André Peeters (CD&V). Hij leidde een coalitie bestaande uit CD&V, Open VLD en sp.a. Samen vormden ze de meerderheid met 20 op 29 zetels.

#### 2019-2024
Burgemeester is Gwendolyn Rutten (Open VLD). Zij leidt een coalitie bestaande uit Open VLD, sp.a en N-VA. Samen vormen ze de meerderheid met 17 op 29 zetels.

#### 2024-2030
Burgemeester is Gwendolyn Rutten (Iedereen Aarschot). Zij leidt een coalitie bestaande uit Iedereen Aarschot (een kartel van Open Vld en Vooruit) en N-VA. Samen vormen ze een krappe meerderheid van 16 op 31 zetels.

#### Resultaten gemeenteraadsverkiezingen sinds 1976
| Partij               | Partij                                       | 10-10-1976 | 10-10-1976 | 10-10-1982 | 10-10-1982 | 9-10-1988 | 9-10-1988 | 9-10-1994 | 9-10-1994 | 8-10-2000 | 8-10-2000 | 8-10-2006 | 8-10-2006 | 14-10-2012 | 14-10-2012 | 14-10-2018 | 14-10-2018 | 13-10-2024 | 13-10-2024 |
| Stemmen / Zetels     | Stemmen / Zetels                             | %          | 29         | %          | 29         | %         | 29        | %         | 29        | %         | 29        | %         | 29        | %          | 29         | %          | 29         | %          | 31         |
| -------------------- | -------------------------------------------- | ---------- | ---------- | ---------- | ---------- | --------- | --------- | --------- | --------- | --------- | --------- | --------- | --------- | ---------- | ---------- | ---------- | ---------- | ---------- | ---------- |
|                      | CVP1 / CD&V+N-VAA / CD&V2                    | 41,931     | 13         | 35,151     | 11         | 32,431    | 11        | 33,611    | 11        | 29,51     | 10        | 31,18A    | 11        | 31,72      | 12         | 23,12      | 7          | 26,12      | 9          |
|                      | VU1 / CD&V+N-VAA / N-VA2                     | 9,071      | 2          | 7,161      | 1          | 6,61      | 1         | -         |           | -         |           | 31,18A    | 11        | 18,862     | 6          | 10,92      | 3          | 15,12      | 4          |
|                      | PVV1 / VLD2 / Open Vld3 / Iedereen AarschotB | 32,031     | 10         | 31,991     | 10         | 32,651    | 11        | 29,492    | 10        | 26,542    | 9         | 22,462    | 7         | 14,593     | 4          | 29,73      | 10         | 33,6B      | 12         |
|                      | SP1 / sp.a2 / Iedereen AarschotB             | 15,881     | 4          | 25,71      | 7          | 20,51     | 6         | 22,471    | 7         | 20,661    | 7         | 16,52     | 5         | 14,572     | 4          | 13,42      | 4          | 33,6B      | 12         |
|                      | Agalev1 / Groen2                             | -          |            | -          |            | 4,41      | 0         | 6,691     | 1         | 6,021     | 1         | 7,632     | 1         | 7,342      | 2          | 11,82      | 3          | 10,12      | 2          |
|                      | Vlaams Blok1 / Vlaams Belang2                | -          |            | -          |            | 3,431     | 0         | 5,311     | 0         | 9,231     | 2         | 13,782    | 4         | 6,22       | 1          | 8,82       | 2          | 12,82      | 4          |
|                      | PVDA                                         | -          |            | -          |            | -         |           | -         |           | -         |           | -         |           | -          |            | -          |            | 2,3        | 0          |
|                      | PVD                                          | -          |            | -          |            | -         |           | -         |           | -         |           | 5,63      | 1         | 3,64       | 0          | -          |            | -          |            |
| Anderen(*)           | Anderen(*)                                   | 1,08       | 0          | -          |            | -         |           | 2,44      | 0         | 8,05      | 0         | 2,84      | 0         | 3,11       | 0          | 2,3        | 0          | -          |            |
| Totaal stemmen       | Totaal stemmen                               | 18621      | 18621      | 18214      | 18214      | 19893     | 19893     | 20483     | 20483     | 21024     | 21024     | 21461     | 21461     | 21631      | 21631      | 22385      | 22385      | 15317      | 15317      |
| Opkomst %            | Opkomst %                                    |            |            |            |            | 95,39     | 95,39     | 93,72     | 93,72     | 93,56     | 93,56     | 94,44     | 94,44     | 92,03      | 92,03      | 92,7       | 92,7       | 62,0       | 62,0       |
| Blanco en ongeldig % | Blanco en ongeldig %                         | 3,36       | 3,36       | 5,33       | 5,33       | 4,28      | 4,28      | 4,66      | 4,66      | 4,37      | 4,37      | 4,33      | 4,33      | 4,66       | 4,66       | 3,8        | 3,8        | 1,1        | 1,1        |

De rode cijfers naast de gegevens duiden aan onder welke naam de partijen telkens bij een verkiezing opkwamen.

De zetels van de gevormde coalitie staan vetjes afgedrukt. De grootste partij is in kleur.

(*) 1976: KPB (1,08%) / 1994: SWA (2,44%) / 2000: AREND (4,93%), OSKAAR (3,12%) / 2006: ELVIS (2,03%), IA.IA. (0,81%) / 2012: LDD (2,18%), Gemeentebelangen (0,93%) / 2018: ANDERS (2,3%)

##### Samenstelling gemeenteraad 2024-2030
| Partij | Partij            | Naam                                          | Naamstemmen | Nr. |
| ------ | ----------------- | --------------------------------------------- | ----------- | --- |
|        | Iedereen Aarschot | Gwendolyn Rutten (Burgemeester)               | 2.487       | 1   |
|        | CD&V              | Nele Pelgrims                                 | 1.674       | 2   |
|        | CD&V              | Mattias Paglialunga                           | 1.475       | 3   |
|        | Iedereen Aarschot | Jill Schellens (Eerste schepen)               | 1.375       | 4   |
|        | Iedereen Aarschot | Gerry Vranken (Tweede schepen)                | 1.104       | 5   |
|        | Iedereen Aarschot | Nicole Van Emelen (Vijfde schepen)            | 1.076       | 6   |
|        | CD&V              | Dries Van Horebeek                            | 888         | 7   |
|        | Iedereen Aarschot | Kurt Lemmens (Zevende schepen)                | 856         | 8   |
|        | N-VA              | Annick Geyskens (Derde schepen)               | 806         | 9   |
|        | CD&V              | Leo Janssens                                  | 776         | 10  |
|        | Vlaams Belang     | Nico Creces                                   | 735         | 11  |
|        | N-VA              | Stef Van Caster                               | 707         | 12  |
|        | Iedereen Aarschot | Isabelle Dehond (vierde schepen & Voorzitter) | 693         | 13  |
|        | CD&V              | Gerda Vandegaer                               | 624         | 14  |
|        | Iedereen Aarschot | Ronny De Rijck (Zesde schepen)                | 570         | 15  |
|        | Groen             | Thomas Salaets                                | 561         | 16  |
|        | Groen             | Petra Vanlommel                               | 517         | 17  |
|        | Iedereen Aarschot | Liesbeth Roelants                             | 491         | 18  |
|        | CD&V              | Ansje Vicca                                   | 476         | 19  |
|        | Iedereen Aarschot | Els Wauters                                   | 450         | 20  |
|        | Iedereen Aarschot | Hanne Goossens                                | 442         | 21  |
|        | Iedereen Aarschot | Koen Nijs                                     | 435         | 22  |
|        | CD&V              | Elke Peeters                                  | 405         | 23  |
|        | CD&V              | Berdien Verbrugge                             | 405         | 24  |
|        | Iedereen Aarschot | Marnik Jordens                                | 404         | 25  |
|        | CD&V              | Rozane De Cock                                | 398         | 26  |
|        | Vlaams Belang     | Joke Hoornaert                                | 308         | 27  |
|        | N-VA              | Julien Heylen                                 | 301         | 28  |
|        | N-VA              | Klaartje Bruyninckx                           | 265         | 29  |
|        | Vlaams Belang     | Peggy De Jonge                                | 228         | 30  |
|        | Vlaams Belang     | Guido Vencken                                 | 227         | 31  |

## Economie
Aarschot staat in de streek bekend als scholen- en winkelcentrum en er is een vrij uitgebreid industrieterrein. In het centrum zijn er tal van winkels die zich langs de invalstraten naar de Grote Markt vestigden. De stad heeft echter heel wat leegstand in het centrum. Sinds begin 2014 heeft de stad een reglement opgesteld dat het openen van pop-up stores op korte termijn moet promoten. Dit reglement heeft tot doel de leegstand op korte termijn terug te brengen. In het Hageland is Leuven de dominante handelsstad met een ruimer en gevarieerder aanbod. Aarschot is tevens gekend van een aantal grote winkeloppervlaktes. Een aantal tuincentra vestigden zich op de baan naar Rillaar. In de buurt van Aarschot situeert zich ook het Gouden Kruispunt (Tielt-Winge). Dit is een handelsconcentratie met meer dan 60 winkels.In 2015 werd gestart met de bouw van kmo-zone De Witte Molen.

## Verkeer en vervoer

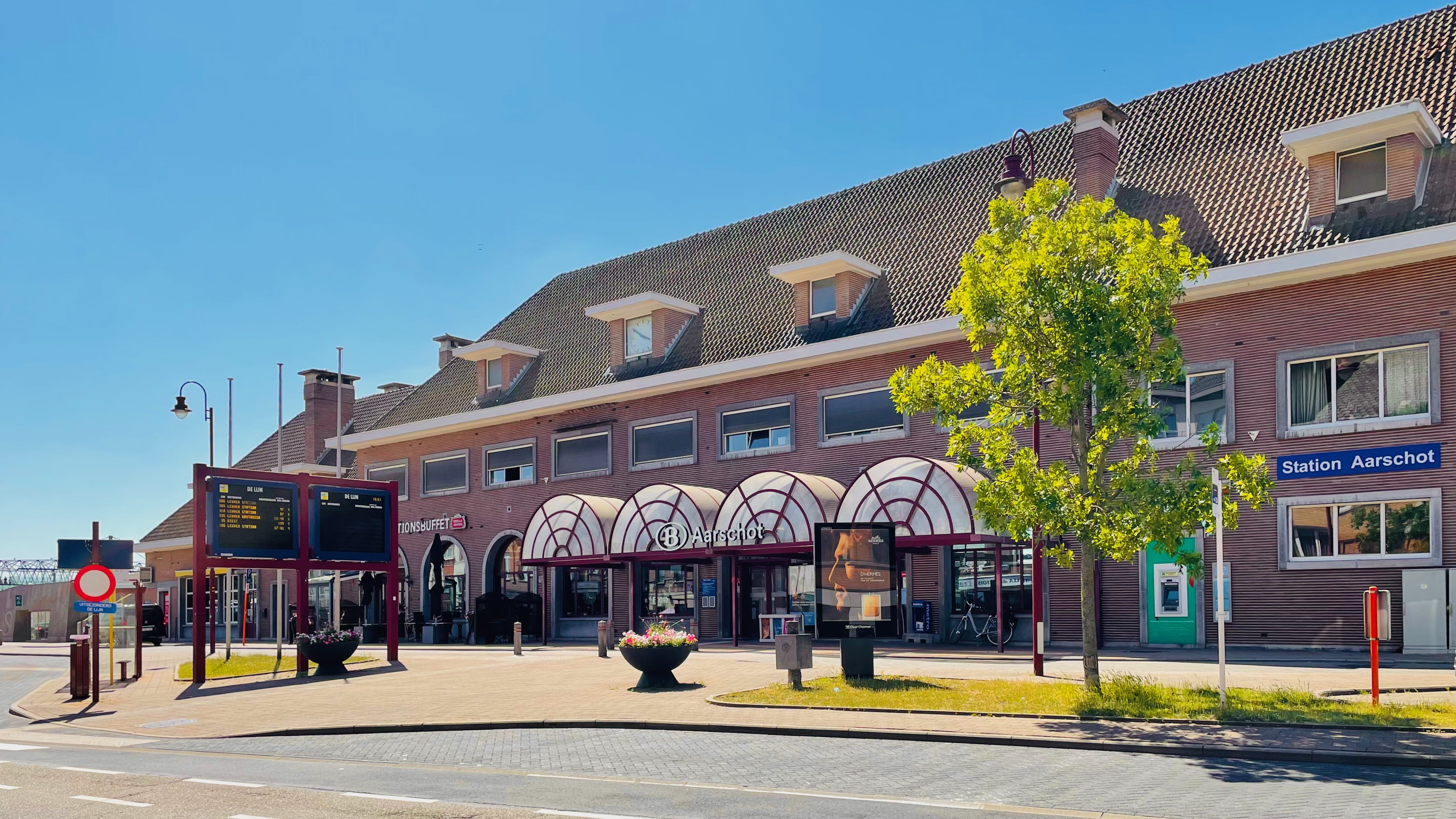
Het station Aarschot in 2021

Door het zuiden van de gemeente loopt de autosnelweg A2/E314, die ter hoogte van Aarschot een op- en afrit heeft. De stad ligt op het kruispunt van de gewestwegen N10 en N19. Rond het centrum loopt de ringweg R25.
Het Station Aarschot staat langs spoorlijn 35, de lijn van Hasselt naar Leuven.

## Bekende inwoners
- Pieter Jozef Verhaghen (1728-1811), kunstschilder
- Auguste Reyers (1843-1924), burgemeester van Schaarbeek
- Jan Vael (1880-1960), politicus
- Arthur Meulemans (1884-1966), componist
- Jozef Fonteyn (1889-1970), architect
- Herman Meulemans (1893-1965), componist, organist en muziekpedagoog
- Nestor Gerard (1897-1996), fotograaf
- Denijs Dille (1904-2005), musicoloog, directeur Bela Bartok Archief Budapest
- André Schellens (1939-2003), politicus
- Brigitte Raskin (1947), auteur
- Roland Rens (1952-2007), beeldhouwer-tekenaar, ereburger stad Aarschot
- Roland Liboton (1957), wielrenner
- Els Beerten (1959), auteur
- Rik Daems (1959), politicus
- Greet De Keyser (1963), journalist
- Goedele Liekens (1963), seksuoloog en televisiepresentatrice
- Rudy Morren (1963), acteur
- Dany Verlinden (1963), voetballer
- Bart Schols (1974), journalist
- Gwendolyn Rutten (1975), politica
- Silvia Claes (1976), actrice
- Davy Gilles (1976), zanger en acteur
- Timmy Simons (1976), voetballer
- Steve Van Bael (1978), striptekenaar
- Maarten Vangramberen (1978), sportpresentator
- Kenneth Van Goethem (1984), voetballer
- Kenneth Van Rooy (1993), wielrenner

## Trivia
- Sint-Rochus is de patroonheilige van Aarschot.
- In 2013 won Aarschot de televisiequiz De Slimste Gemeente. De finale ging tegen De Pinte en Leuven.

## Nabijgelegen kernen
Ourodenberg, Begijnendijk, Betekom, Gelrode, Nieuwrode, Rillaar, Langdorp